# Evi Hanssen
Evi Greta Roberta Hanssen (Zoersel, 9 november 1978) is een Belgische presentatrice, zangeres en actrice.

## Biografie
Hanssen groeide op met drie oudere broers in de buurt van Antwerpen. Ze begon als achtergrondzangeres in de Samson en Gert-kerstshows en speelde op haar 16de in Samson en Gert Sofie, het nichtje van de burgemeester. Hanssen werd tweede op de verkiezing van 'Look of the year' in 1996. Na de middelbare school studeerde ze twee jaar aan de 'Jazzstudio' in Antwerpen en behaalde haar kandidatuur als zangeres in de jazzmuziek aan het conservatorium.

### Carrière
In april 2001 begon Hanssen als vj op TMF Vlaanderen, waar ze met Elke Vanelderen Boobietrap presenteerde. Ze presenteerde ook grote festivals, zoals Marktrock, Suikerrock, TW Classic en I Love Techno. Ze interviewde onder anderen Lenny Kravitz en Justin Timberlake. In de zomer van 2002 werd ze gevraagd Yasmine te vervangen bij Aan Tafel van TV1. Ook was zij regelmatig te zien in het Swingpaleis.
Haar debuutsingle "Down as she goes" met de nieuwe groep Hookers Green werd het nieuwe lijflied van Greenpeace in België. Het nummer gaat over de teloorgang van de wereld op elke mogelijke manier.
In oktober 2003 verliet ze TMF om zich op haar muziek te concentreren. Ze werkte aan een theater-jazzproject en aan een Nederlandstalig album met Patrick Hamilton. Ze was te horen als vliegende reporter bij Radio Donna staat op en te zien op het sportkanaal Sporza. Voor de film Garfield leende ze haar stem aan de Amerikaanse poes. Ze werkte daarna voor VTM, waar ze De Farm en 71° Noord presenteerde.
Vanaf 2006 tot en met 2013 presenteerde ze jaarlijks Expeditie Robinson. Sinds maart 2007 is ze ook te zien in De Foute Quiz en GodzijDank. In 2008 en 2009 presenteerde Evi de Vlaamse versie van Project Runway, De Designers. In 2010 was ze te zien in De dagshow, een showbizzprogramma op VTM.
In 2013 presenteerde ze samen met Kürt Rogiers De Grote Sprong, in 2014 Beat da Bompaz en Mijn Pop-uprestaurant. Vanaf 2014 is ze op de Nederlandse televisie te zien in "3 op Reis". In september 2014 begon ze als tafeldame bij De Wereld Draait Door. In 2016 presenteert ze samen met Freek Vonk de De Super Freek Show. 
In 2017 was Hanssen te zien in het RTL 4-programma Een goed stel hersens, en in 2018 in It Takes 2. Begin 2019 was ze deelnemer in het 19e seizoen van het populaire programma Wie is de Mol?. Ze viel af in de tweede aflevering.
In 2019 voer ze samen met 5 andere bekende Vlamingen de Atlantische Oceaan over voor het tv-programma Over de oceaan. Dit programma werd in 2020-2021 uitgezonden op Play4.
Sinds maandag 4 oktober 2021 maakt Hanssen deel uit van het team van het radioprogramma De Wild in de Middag op de Nederlandse radiozender NPO Radio 2. In 2022 leefde ze voor Kloostergasten enkele dagen samen met kloosterlingen.
In 2023 verscheen haar boek Traag naar de hemel over het proces dat ze samen met haar moeder Arlette Jacobs doormaakte nadat die laatste te horen had gekregen dat ze ongeneeslijk ziek was.

### Privé
Hanssen trouwde in september 2005 met Fred di Bono, frontman van de Belgische formatie Silverene. Ze richtten samen het productiehuis Bonhanssa op. Later kregen ze twee kinderen. Eind 2011 ging het koppel uiteen. Op 25 juni 2022 trouwde Hanssen voor een tweede maal, ditmaal met Kurt Loyens.

## Televisie
| Jaar      | Titel                                    | Opmerkingen                                      |
| --------- | ---------------------------------------- | ------------------------------------------------ |
| 1995-1996 | Samson en Gert                           | Actrice (Sofie)                                  |
| 2001      | Boobietrap                               | Presentatrice                                    |
| 2002      | Aan Tafel                                | Presentatrice                                    |
| 2003      | Garfield                                 | Stem                                             |
| 2003      | De Farm                                  | Presentatrice                                    |
| 2003      | 71° Noord                                | Presentatrice                                    |
| 2006-2013 | Expeditie Robinson                       | Presentatrice                                    |
| 2007      | De Foute Quiz                            | Presentatrice                                    |
| 2007      | GodzijDank                               | Presentatrice                                    |
| 2008-2009 | De Designers                             | Presentatrice, Vlaamse versie van Project Runway |
| 2010-2011 | De dagshow                               | Presentatrice, showbizzprogramma                 |
| 2013      | Funnymals                                | Stemactrice van de week                          |
| 2013      | De Grote Sprong                          | Presentatrice                                    |
| 2014      | Beat da Bompaz                           | Presentatrice                                    |
| 2014-2017 | Mijn Pop-uprestaurant                    | Presentatrice                                    |
| 2014-2021 | 3 op Reis                                | Presentatrice                                    |
| 2014-2020 | De Wereld Draait Door                    | Tafeldame                                        |
| 2016      | De Super Freek Show                      | Presentatrice                                    |
| 2017      | De Kist                                  | Gast                                             |
| 2017      | Celebrity Stand-Up                       | Deelneemster                                     |
| 2017      | Een goed stel hersens                    | Deelneemster                                     |
| 2018      | Dit was het nieuws                       | Gast                                             |
| 2018      | It Takes 2                               | Deelneemster                                     |
| 2018      | The Big Music Quiz                       | Deelneemster                                     |
| 2018-2020 | Holland-België                           | Deelneemster                                     |
| 2018      | Het zijn net mensen                      | Deelneemster                                     |
| 2019      | Wie is de Mol?                           | Deelneemster                                     |
| 2019      | Weet Ik Veel                             | Deelneemster                                     |
| 2020      | Help, mijn borsten staan online          | Presentatrice                                    |
| 2020      | Help! Mijn kind kijkt porno              | Presentatrice                                    |
| 2020      | Over de oceaan                           | Deelneemster                                     |
| 2022      | Kloostergasten                           | Deelneemster                                     |
| 2022-2023 | Lisa                                     | Actrice (Sofie Notelaers)                        |
| 2023      | Secret Duets                             | Deelneemster                                     |
| 2023      | Onzin                                    | Deelneemster                                     |
| 2024      | De slimste mens                          | Deelneemster                                     |
| 2024      | De gevaarlijkste wegen van de wereld     | Deelneemster                                     |
| 2024      | Beste Kijkers                            | Panellid                                         |
| 2024      | Wat een dag!                             | Deelneemster                                     |
| 2025      | Code van Coppens: De wraak van de Belgen | Deelneemster                                     |

## Discografie

### Singles
| Single met hitnotering(en) in de Vlaamse Ultratop 50 | Datum van verschijnen | Datum van binnenkomst | Hoogste positie | Aantal weken | Opmerkingen      |
| ---------------------------------------------------- | --------------------- | --------------------- | --------------- | ------------ | ---------------- |
| When I'm away from U                                 | 2007                  | 17-02-2007            | tip18           | -            | met Fred Di Bono |
| Het aya lied                                         | 2012                  | 29-09-2012            | 14              | 3            |                  |

## Trivia
- UMA, de band van Evi Hanssen, bracht eind 2011 haar eerste album, Polaroid, uit.
- Hanssen is te zien in de video Ik vind je lekker van de Haagse band De Kraaien.
- In 2004 nam Hanssen deel aan het tweede seizoen van De Slimste Mens ter Wereld. Tijdens haar eerste deelname verloor ze de finale en bijgevolg moest ze de quiz verlaten.
- In 2017 nam Hanssen wederom deel aan De Slimste Mens ter Wereld. Dit maal hield ze het één aflevering langer vol.
- In 2022 is Evi Hanssen ambassadrice voor De Roze Mars van Pink Ribbon, samen met Ann De Bisschop en Sara De Paduwa.
- In de winter 2023/2024 nam de deel aan De Slimste Mens in Nederland. Ook hier verloor ze tijdens haar eerste deelname de finale en moest ze de quiz verlaten.

Huidig (anno 2025):
Jan Bosman · Anke Buckinx · Alain Claes · Rani De Coninck · Evi Geysels · Tess Goossens · Kris Mannaerts · Sven Ornelis · Alexandra Potvin · Carl Schmitz · Stijn Smets · Kenneth Stevens · Raf Van Brussel · Ann Van Elsen · Brecht Vanmeirhaeghe · Heidi Van Tielen · Kris Wauters
Voormalig:
Luk Alloo (2016–2017) · Born Crain (2017–2020) · Herbert Bruynseels (2009–2017) · Jelle Cleymans (2011, 2022) · Chloé De Bie (2021–2024) · Nathalie Delporte (2014–2019) · Leen Demaré (2009–2019) · Leen Dendievel (2023) · Bart-Jan Depraetere (2020–2025) · Yves De Wolf (2021–2023) · Truus Druyts (2009–2017) · Els De Craecker (2009–2017) · Sophie Dewaele (2009–2010) · Michel Follet (2009–2016) · Bert Geenen (2009–2011) · Evy Gruyaert (2023) · Evi Hanssen (2017–2021) · Johan Henneman (2009) · Joris Hessels (2021) · Anne Paulissen (2018–2023) · Kathy Pauwels (2009–2010) · Laurens Pays (2013–2016) · Sofie Santermans (2011–2020) · Tony Talboom (2012–2016) · Jo Van Belle (2013–2016) · Dieter Vandepitte (2022–2023) · Lenke Van Olmen (2012–2025) · Dominique Van Malder (2021) · Elke Van Mello (2011–2021) · Bjorn Verhoeven (2012–2018) · Peter Verhoeven (2018–2019) · Robin Vissenaekens (2012–2016)
- MusicBrainz: c156411a-aeb5-42d5-9d06-244e13ac0b87